# 漢斯-皮特·布里格爾
漢斯-彼得·白禮高（德語：Hans-Peter Briegel，1955年10月11日—），德国前足球運動員及領隊，现已退役。

## 榮譽
- 世界杯亞軍：1986
- 歐洲國家盃冠軍：1980
- 意大利甲組足球聯賽冠軍：1984-85
- 意大利盃冠軍：1987-88
- 德國足球先生 1985